# Selva guineana occidental de tierras bajas
La selva guineana occidental de tierras bajas es una ecorregión de la ecozona afrotropical, definida por WWF, que se extiende desde el sur de Guinea y Sierra Leona, a través de Liberia, hasta el suroeste de Costa de Marfil.
Forma parte, junto con la selva guineana oriental y la selva montana guineana, de la región denominada selva húmeda guineana, incluida en la lista Global 200.

## Descripción
Es una ecorregión de selva lluviosa con una extensión de 206.700 kilómetros cuadrados. Es la ecorregión de selva tropical más occidental de África.
Limita al norte con el mosaico de selva y sabana de Guinea y la selva montana guineana, al oeste y al sur con el manglar guineano y el océano Atlántico, y al este con la selva guineana oriental, de la que la separa el río Sassandra, en Costa de Marfil.
Es una de las regiones más húmedas de África Occidental, con precipitaciones que alcanzan los 5000 mm anuales en algunas zonas. La estación seca es corta pero intensa. Las temperaturas oscilan entre 30 y 33 °C durante la estación seca, y entre 12 y 21 °C en la húmeda. Entre diciembre y febrero, el harmatán, un viento frío y seco que sopla desde el desierto del Sahara, hace descender las temperaturas hasta entre 12 y 15 °C.

## Flora
La ecorregión contiene selvas siempreverdes, selvas semicaducifolias, selvas pantanosas y selvas de galería. El dosel alcanza los 30 metros de altura, con árboles emergentes que se elevan hasta los 50 o 60 m. Los árboles más comunes son Dacroydes klaineana, Strombosia glaucescens, Allanblackia floribunda, Coula edulis y el ébano Diospyros sanzaminika.
La vegetación dominante de la ecorregión es la selva secundaria derivada de la agricultura itinerante de roza y quema, con plantas de crecimiento rápido como Funtumia africana, Holarrhena floribunda y Pycnanthus angolensis.

## Fauna
La fauna es muy diversa. 
Entre los primates destacan el cercopiteco Diana (Cercopithecus diana), el cercopiteco de Campbell (Cercopithecus campbelli), el cercopiteco menor (Cercopithecus petaurista), el mangabey gris (Cercocebus atys), el colobo rojo (Piliocolobus badius), el colobo oliva (Procolobus verus) y el chimpancé (Pan troglodytes); algunos de ellos tienen subespecies endémicas. 
Otros grandes mamíferos presentes son el hipopótamo pigmeo (Hexaprotodon liberiensis), el leopardo (Panthera pardus), el elefante de selva (Loxodonta cyclotis), el duíquero de Maxwell (Cephalophus maxwelli), el bushbuck (Tragelaphus scriptus) y el potamoquero rojo (Potamochoerus porcus).
La diversidad de invertebrados de la región está poco estudiada; recientes inventarios realizados en Sierra Leona a finales del siglo XX han permitido el descubrimiento de nuevas especies de insectos.

## Endemismos
Hay más de doscientas especies de plantas endémicas de la ecorregión. La familia Dioncophyllaceae, perteneciente al orden Caryophyllales, es estrictamente endémica.
Hay cinco mamíferos endémicos: el cefalofo de Jentink (Cephalophus jentinki), el cefalofo cebrado (Cephalophus zebra), la mangosta de Liberia (Liberiictis kuhni), la gineta de Johnston (Genetta johnstoni), y el ratón listado de Miller (Hybomys planifrons).
También hay diversas especies endémicas de aves:
- el bulbul de Liberia (Phyllastrephus leucolepis)
- el papamoscas de Liberia (Melaenornis annamarulae)
- el malimbo de Tai (Malimbus ballmanni)
- el gonolek de Taurati (Laniarius turatii)
- el estornino de ojos brillantes (Lamprotornis iris)
- el illadopsis de alas rufas (Illadopsis rufescens)
- la pintada pechiblanca (Agelastes meleagrides)

Hay tres especies endémicas de reptiles: la culebrilla ciega Cynisca leonine, el eslizón Euprepis bensonii y la serpiente Typhlops leucostictus; y trece de anfibios, entre las que cabe citar las ranas Pseudhymenochirus merlini, presente solo en Guinea y Sierra Leona, Cardioglossa aureoli, exclusiva de las montañas cercanas a Freetown en Sierra Leona, Cardioglossa liberiensis y Phrynobatrachus taiensis, y el sapo Bufo danielae. 
También se conocen dos especies endémicas de libélula: Argiagrion leoninum y Allorhizucha campioni.

## Estado de conservación
En peligro crítico. Una gran extensión de selva ha desaparecido por la agricultura de roza y quema. La caza, la tala, la minería y las guerras civiles son las principales amenazas.

## Protección
El área protegida en esta ecorregión no supera el 3% de la superficie. Destacan los parques nacionales de Taï y del Monte Peko, en Costa de Marfil, y el Parque nacional Sapo, en Liberia.